# Panasivka, Sînelnîkove
Panasivka (în ucraineană Панасівка) este un sat în comuna Novooleksandrivka din raionul Sînelnîkove, regiunea Dnipropetrovsk, Ucraina.

## Demografie
Componența lingvistică a localității Panasivka
     Ucraineană (92,24%)
     Rusă (7,33%)
     Alte limbi (0,43%)
Conform recensământului din 2001, majoritatea populației localității Panasivka era vorbitoare de ucraineană (92,24%), existând în minoritate și vorbitori de rusă (7,33%).